# Common law
Common law (prawo precedensowe; dosł. z ang. „prawo wspólne”, „prawo powszechne”) – porządek prawny charakterystyczny dla krajów anglosaskich (między innymi Wielkiej Brytanii, Stanów Zjednoczonych, Australii, Nowej Zelandii).
Termin ten używany bywa w czterech różnych znaczeniach:
1. w znaczeniu pierwotnym common law oznaczało prawo tworzone od XII w. w Anglii pod auspicjami alternatywnego systemu sądownictwa, które opierało się na argumentacji odwołującej się do tradycji, zwyczaju oraz precedensu (sposobu, w jaki pewnego rodzaju przypadek już rozstrzygnięto). Takie common law przeciwstawiano regułom słuszności (equity);
2. prawo tworzone przez sądy na zasadzie precedensu, i przeciwstawiane prawu stanowionemu (statutory law). Uzasadnienie decyzji sędziowskiej w common law jest zawsze kazuistyczne i odwołuje się do szczególnych okoliczności sprawy;
3. całość systemu prawnego krajów anglosaskich;
4. typ systemu prawnego charakterystycznego dla krajów anglosaskich i przeciwstawianego systemom prawa Europy kontynentalnej, cechujący się brakiem oddzielenia stosowania prawa od jego stanowienia oraz świadomym i celowym oparciem norm prawnych i rozstrzygnięć sądowych na wcześniejszych precedensach.

## Występowanie
Common law
     System mieszany używający common law

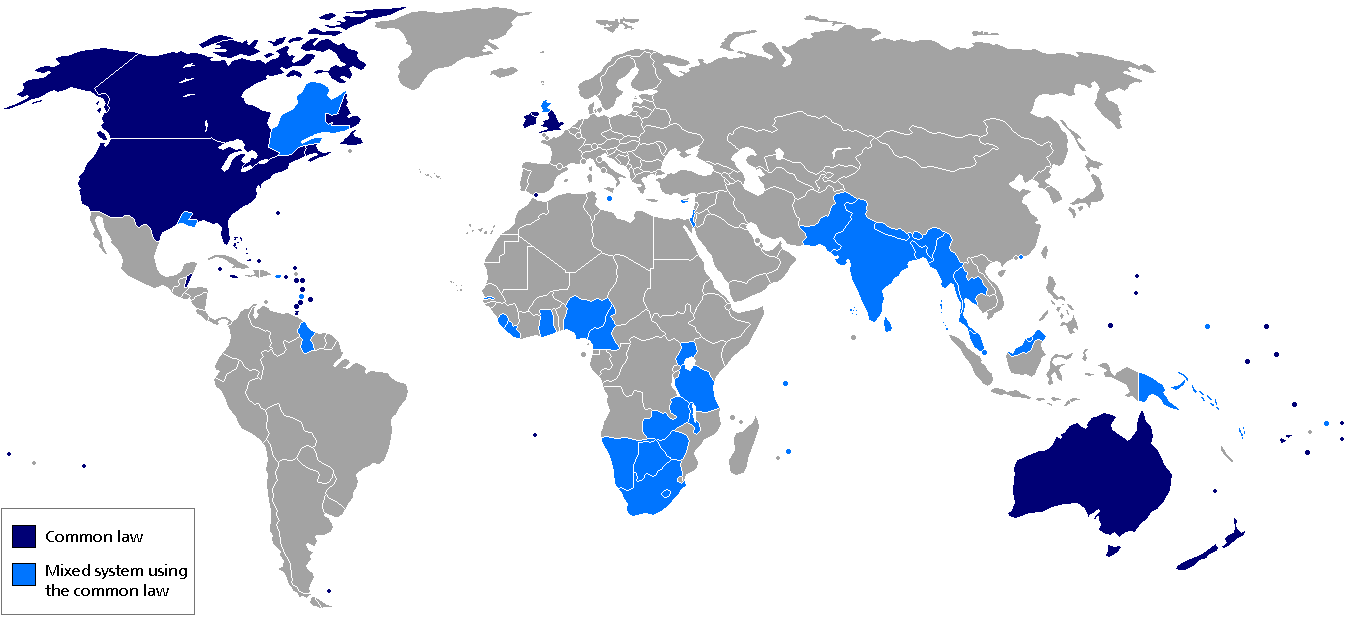
Common law
System mieszany używający common law

Wielka Brytania, Stany Zjednoczone (bez Luizjany, gdzie dominuje prawo stanowione), Irlandia, Kanada (wyjątkiem jest Quebec, gdzie dominuje prawo stanowione), Australia, Nowa Zelandia, Indie, Hongkong, Nigeria, niektóre kraje Afryki Zachodniej, jednak w większości afrykańskich krajów postkolonialnych funkcjonują systemy mieszane.

## Historia
Przed inwazją normańską z 1066 mieszkańcy królestw anglosaskich podlegali prawu zwyczajowemu, zróżnicowanemu w zależności od regionu i stosowanemu w dość dowolny i arbitralny sposób. W powszechnym użyciu był tzw. sąd boży, czyli poddawanie stron lub świadków próbom w celu wykazania ich prawdomówności.
W 1154 Henryk II Plantagenet, jako pierwszy król Anglii, zinstytucjonalizował system common law, nadając mu status prawa powszechnego, to znaczy jednego i wspólnego dla całego Królestwa Anglii. Król zakazał sądów bożych, w zamian za to wprowadzono zwyczaj zaprzysięgania stron i świadków. Obradując nad werdyktem, ława przysięgłych nie musiała koniecznie opierać się na dowodach przedstawionych przez strony, czym ówczesne postępowanie różniło się od dzisiejszego. Sądy królewskie w XIII/XIV wieku zaczęto nazywać Sądami Westminsterskimi. Zajmowały się one sprawami wówczas najważniejszymi z punktu widzenia króla – cywilnymi, karnymi i skarbowymi. Dzieliły się na:
- Sąd Spraw Pospolitych (Court of Common Pleas) – zajmował się sprawami cywilnymi, wykształcił się pod koniec XIII w.
- Sąd Ławy Królewskiej (Court of King’s Bench) – sprawy karne i odwoławcze od Sądu Spraw Pospolitych
- Sąd Skarbowy (Exchequer) – podatki.

Stworzenie common law stanowiło ogromne zagrożenie dla jurysdykcji sądów kościelnych, stosujących prawo kanoniczne. Przyniosło to w rezultacie konflikt króla z Kościołem, którego ofiarą padł arcybiskup Canterbury, zabity przez straż królewską.
W XV wieku ustalił się zwyczaj, iż strona przegrywająca sprawę mogła odwoływać się bezpośrednio do monarchy, np. argumentując, iż przyznane według norm common law odszkodowanie nie było słusznym ekwiwalentem za zajęcie ziemi i żądając w zamian usunięcia samowolnego zajęcia. To dało początek systemowi sądownictwa słuszności (equity), administrowanemu przez Lorda Kanclerza i sądy kanclerskie, w którym nie sądzono według ścisłych reguł common law. Z zasady oba systemy – common law oraz equity – były w ustawicznym konflikcie, nawet pomimo ustalonej w XVII wieku zasady, że temu ostatniemu przysługuje pierwszeństwo. Świetny przykład opisuje Charles Dickens (fikcyjna sprawa Jarndyce and Jarndyce).
| Equity                                                                                             | Common law |
| -------------------------------------------------------------------------------------------------- | --- |
| Kształtowane najczęściej w sprawach cywilnych                                                      | Cywilne, karne i skarbowe                                                                                         |
| Słuszność, sprawiedliwość jako podstawa wyrokowania. Na tym opiera się sędzia, nie na precedensach | Podstawą wyrokowania – prawo: precedens, zwyczaj                                                                  |
| Wyrok: która ze stron ma rację, nakaz lub zakaz określonego działania (nie odszkodowanie)          | Odszkodowanie w sprawach cywilnych                                                                                |
| Brak ławy przysięgłych, tylko jeden sędzia                                                         | Duża rola ławy przysięgłych; każdy miał zagwarantowany proces z ławą przysięgłych, szczególnie w sprawach karnych |
| Częściowa kodyfikacja, większa niż common law; spisanie decyzji                                    | Brak kodyfikacji                                                                                                  |

Sądy prawa i equity w Anglii zostały połączone na mocy Judicature Act z 1873 i z 1875. W Stanach Zjednoczonych równoległe systemy prawne przetrwały do XX wieku: w sądach federalnych orzeka się na podstawie obu tych systemów, nie czyniąc między nimi różnicy; w stanie Delaware wciąż istnieją odrębne sądy prawa i equity, a w wielu innych stanach – wydzielone jednostki organizacyjne sądów.

## Podstawowe zasady
W common law prawo precedensowe jest tworzone w drodze wyroków sądowych. Różnią się one od orzeczeń prawa kontynentalnego przede wszystkim tym, że inaczej niż w systemie kontynentalnym stanowią one oficjalnie źródło prawa powszechnie obowiązującego. Anglosaski precedens składa się z dwóch elementów:
- ratio decidendi – wiążące propozycje rozstrzygnięcia kwestii prawnych
- obiter dictum – propozycje rozstrzygnięcia kwestii prawnych niemających kluczowego znaczenia dla sprawy.

Ratio decidendi stanowi z zasady reguła precedensu, która następnie służy za podstawę prawną przy rozstrzyganiu podobnych przypadków w przyszłości. Jest ona wiążąca dla sądów niższej instancji oraz dla sądów apelacyjnych, które ją ustanowiły tak długo, dopóki nie zostanie unieważniona. Nie jest natomiast z zasady wiążąca dla Sądów Najwyższych. Szczegółowo zasady związania określa zasada stare decisis i różni się ona w szczegółach w zależności od poszczególnych stanów, jak i części Zjednoczonego Królestwa. Z kolei obiter dicta, mimo iż nie posiadają mocy wiążącej, stanowią cenną pomoc dla późniejszych sędziów, a w przypadku gdy pochodzą od sądów najwyższej instancji, wpływają faktycznie na kształt przyszłego prawa.
Precedens nie jest jednak niewzruszalny. Reguła precedensu może ulec zestarzeniu w związku ze zmianami zachodzącymi w życiu i moralności społeczeństwa. Ponadto istnieją również instytucje takie jak distinguishing oraz overruling. Overruling oznacza unieważnienie precedensu i może być dokonane tylko przez sąd niezwiązany unieważnianym precedensem. Natomiast distinguishing jest możliwe wtedy, gdy sąd orzekający stwierdzi istnienie rozbieżności pomiędzy stanem faktycznym bieżącej sprawy a okolicznościami faktycznymi jakie miały miejsce w sprawie precedensowej. Co więcej, z distinguishing może skorzystać każdy sąd nawet taki, który jest związany precedensem. Z kolei w sytuacji, gdy dla aktualnie rozstrzyganej sprawy brak jest wiążącego precedensu, mówi się, że mamy do czynienia z tzw. case of first impression (sprawą jeszcze nierozpoznaną), co uprawnia orzekającego w niej sędziego do rozstrzygnięcia jej bądź w oparciu o własne poczucie sprawiedliwości (common sense), bądź poprzez analogię do innych spraw precedensowych.
Jeśli chodzi o wpływ prawa stanowionego na kształtowanie common law, to akty prawa stanowionego, które stanowią odbicie angielskiego common law, są z reguły interpretowane w świetle jego tradycji, co sprawia, iż szereg kwestii pozostaje nierozstrzygniętych, gdyż zawsze pojmuje się je tak, jak tego wymaga wcześniejsze prawo precedensowe i zwyczaj. Łatwo zaobserwować to na przykładzie prawa karnego, które w Anglii wciąż pozostaje domeną common law, podczas gdy w wielu stanach USA zostało całkowicie skodyfikowane. Kodyfikacja common law nie reguluje na ogół nowych przypadków, a tylko porządkuje istniejący materiał normatywny, pochodzący z prawa precedensowego i dlatego to ostatnie pozostaje środkiem do jego wykładni. Z tego powodu także współcześnie w amerykańskich szkołach prawniczych uczy się, jak rozstrzygano sprawy karne w sądach angielskich w 1750.
Inaczej interpretuje się ustawy wydawane w zupełnie nowych obszarach regulacji. Mogą one być nowatorskie i wprowadzać nowe podstawy skarg sądowych. Jako przykład może posłużyć odpowiedzialność za wrongful death; na tej podstawie niektóre osoby, zwykle małżonek, dziecko lub spadkobierca, mogą żądać odszkodowania od sprawcy w imieniu zmarłego. Taki delikt nie istnieje w tradycyjnym common law i dlatego na terytoriach, na których nie obowiązuje odpowiedni akt prawny, sąd nie przyjmie pozwu opartego na tej podstawie. Sądy generalnie interpretują normy ustawowe wąsko, tzn. ograniczając się tylko do tego, co zostało w nich wyraźnie przewidziane. Uznaje się prymat ustawodawcy w określeniu zakresu dopuszczalnego stanowienia prawa przez sędziów, z ograniczeniem przez „wyższy porządek”, określany normami konstytucyjnymi.
Pierwszym kompleksowym traktatem opisującym common law było dzieło „Commentaries on the Laws of England”, autorstwa sędziego Williama Blackstone’a, opublikowane w latach 1765-1769. W Stanach Zjednoczonych wielką popularnością i uznaniem cieszy się do dziś dzieło sędziego Sądu Najwyższego Olivera Wendella Holmesa Jr. „The Common Law”, które stało się klasyką przedmiotu. Wiedzę o różnych zagadnieniach prawnych w poszczególnych jurysdykcjach stanowych gromadzi „Corpus Iuris Secundum”.
W sprawach cywilnych w common law zwykło się wyróżniać prawo deliktów oraz prawo kontraktów. Współcześnie w Stanach Zjednoczonych nie obejmuje ono już norm karnych, gdyż te od końca XIX stulecia były sukcesywnie kodyfikowane.